# Sam Phillips (1966)
Sam Phillips, all'anagrafe Samantha Gayle Phillips (Savage, 25 febbraio 1966), è un'attrice, modella e produttrice cinematografica statunitense.

## Filmografia

### Attrice
- Chi ha paura della pozione? (Love Potion, 1987)
- Fantasmi II (Phantasm II), regia di Don Coscarelli (1988)
- Sonny Boy (1989)
- Deceit (1992)
- Ti salverò ad ogni costo (Rescue Me, 1992)
- Angel 4: Undercover (1993)
- Weekend con il morto 2 (Weekend at Bernie's II, 1993)
- Sexual Malice (1994)
- The Dallas Connection (1994)
- Fallen Angel, regia di John Quinn (1997)
- Sex Crimes - Giochi pericolosi (1998)
- Passion's Obsession (1999)
- The Regina Pierce Affair (2000)
- Treasure Hunt! (2002)
- Cheerleader Massacre (2002)
- Busty Cops (2004)
- Busty Cops 2 (2006)
- The Lusty Busty Babe-a-que (2008)
- Busty Cops: Protect and Serve! (2009)

### Produttrice
- Busty Cops (2004)
- Alabama Jones and the Busty Crusade (2005)
- Busty Cops 2 (2006)
- Busty Cops: Protect and Serve! (2009)